# Clàusula dels Esclaus Fugitius
La Clàusula dels esclaus fugitius (en anglès Fugitive Slave Clause o Fugitive Clause), és la provisió que està a l'article 4, secció 2, clàusula 3 de la Constitució dels Estats Units que obliga a tota persona que ha de complir amb la seu servei o treball i diu que un esclau que fugi a un altre estat ha de ser retornat al seu propietari. El passatge de la Tretzena Esmena a la Constitució dels Estats Units, que prohibeix l'esclavitud, anul·la aquesta clàusula.

## Text
El text de la clàusula és el següent:
| « | (català) Les persones que estan obligades a servir o a treballar en un Estat, en virtut de les lleis d'aquest, que s'escapin a altres estats no seran alliberats de les seves obligacions si no que seran lliurats al que els reclamin perquè compleixi amb el seu treball | (anglès) No person held to service or labour in one state, under the laws thereof, escaping into another, shall, in consequence of any law or regulation therein, be discharged from such service or labour, but shall be delivered up on claim of the party to whom such service or labour may be due. | » |

De la mateixa manera que les altres referències de la Constitució, l'historiador Donald Fehrenbach creu que la intenció és que d'aquesta manera no es volia deixar clar que l'esclavitud existís a nivell federal si no només a nivell estatal. Ell conclou: "el més revelador en aquest sentit fou un canvi d'última hora en la clàusula de l'esclau fugitiu, en la que la frase " legally held to service or labour in one state " ("obligades legalment a servir o treballar en un estat") fou canviada per "held to service or labour in one state, under the laws thereof" ("obligades a servir o treballar en un Estat en virtut de les seves pròpies lleis"). Aquesta modificació feu impossible inferir del passatge que la Constitució sancionés la legalitat de l'esclavitud."

## Context
Abans de la Revolució Americana generalment no es reconeixien els principis de la llei internacional que requerien els estats sobirans a que havien de retornar els esclaus que havien fugit fins al seu territori. Les corts de justícia angleses havien tingut decisions contradictòries en aquest aspecte.
Aquesta ambigüitat es va resoldre en la decisió del cas de Somerset versus Steward el 1772. En aquest, Lord Mansfield va decidir que un esclau fugitiu de Virgínia que havia fugit a Anglaterra, on l'esclavitud era prohibida, guanyés la llibertat i que no podia ser retornat legalment als seus antics propietaris. Degut a la falta d'un costum local o d'una legislació que requerís el retorn, els jutges estaven obligats per la llei anglesa a ignorar la demanda, ja que es basava en unes lleis estrangeres. Tot i que la decisió no afectava les colònies directament i encara que normalment es cooperava amb les colònies, el professor de dret Steveen Lubet va escriure: "No obstant això, el precedent Somerset era alarmant per als esclavistes del Sud. Fou publicat àmpliament a Amèrica, normalment interpretat com que l'esclavitud quedava abolida en la llei britànica. Les notícies de la sentència es van escampar pel boca a boca entre els esclaus i això va molestar els propietaris".
Durant i després de la Guerra d'Independència dels Estats Units, segons els Articles de la Confederació, no es podia obligar a que els estats lliures capturessin els esclaus fugits dels altres estats i que els retornessin als seus propietaris, tot i que hi havia provisions per a l'extradició dels criminals. Tot i això, no hi havia una creença generalitzada que això fos un problema o que els estats del Nord no volien col·laborar en aquest tema. Això fou la causa, almenys en part, que els únics estats que van prohibir l'esclavitud el 1787 havien estat Massachusetts i Vermont.
A la Convenció de Filadèlfia es van debatre molts temes sobre l'esclavitud, que es va convertir en el major impediment per a assolir la nova Constitució. De totes maneres, hi va haver poca discussió sobre els esclaus fugitius. Després de les discussions sobre el comerç d'esclaus i la comptabilització dels esclaus per a repartir-se els representants i les taxes, els dos delegats de Carolina del Sud, Charles Pinkney i Pierce Butler, van proposar que els esclaus fugitius haurien de ser "considerats criminals". Però James Wilson de Pennsilvània i Roger Sherman s'hi van oposar. Després d'aquestes objeccions, la discussió va decaure, però ben aviat Butler va proposar-la amb un unes noves paraules que no van poder objectar-se.

## Llegat i conseqüències
El 1864, durant la Guerra Civil dels Estats Units, un intent d'eliminar aquesta clàusula de la Constitució va fallar. Tot i això, la clàusula fou anul·lada pel subsegüent passatge de la Tretzena Esmena a la Constitució dels Estats Units, que el va fer inoperant.
De totes maneres, en relació amb aquesta clàusula, la gent encara pot ser cridada al servei sota algunes circumstàncies limitades. Per exemple, la Cort Suprema dels Estats Units, en el cas "Estats Units versus Kozminski", 487 U.S. 931, 943 (1988) va decidir que "no totes les situacions en què el treball sigui obligat per la coerció física o la força de la llei violen la Tretzena Esmena.